# Cabo Delgado
El cabo Delgado es un promontorio costero en el este de África con vistas al océano Índico, en la frontera entre Mozambique y Tanzania. Es el delta en forma de arco del río Ruvuma y fue creado a partir de sedimentos depositados por el Rovuma cuando desemboca en el Índico. Le da su nombre a la provincia de Cabo Delgado de Mozambique, y se ubica cerca del punto más septentrional del mismo.
A veces se identifica con Prasum,·· el punto más al sur de África conocido por los geógrafos romanos Marino de Tiro y Ptolomeo. En la Geografía de Ptolomeo, marcaba el punto donde África giraba hacia el este a lo largo de una gran costa desconocida para encontrarse con el sureste de Asia y rodear el océano Índico. Los cartógrafos islámicos medievales prescindieron de la idea al menos ya en el Al-Juarismi del siglo IX, pero la concepción regresó a Europa después de la traducción al latín del texto ptolemaico de Maximus Planudes c. 1406 y no se prescindió (abiertamente) hasta después de la exitosa circunnavegación de África de Bartolomé Díaz en 1488.